# Колтово (Могилёвская область)
Колтово (бел. Колтава) — деревня в Мстиславском районе Могилёвской области Белоруссии. Входит в состав Красногорского сельсовета.

## География
Деревня находится в северо-восточной части Могилёвской области, в пределах Оршанско-Могилёвской равнины, на правом берегу реки Молотовни, на расстоянии примерно 8 километров (по прямой) к югу от Мстиславля, административного центра района. Абсолютная высота — 188 метров над уровнем моря.

## История
В конце XVIII века село Колтово входило в состав Мстиславского воеводства Великого княжества Литовского. Имелась православная церковь.
Согласно «Списку населенных мест Могилёвской губернии» 1910 года издания населённый пункт входил в состав Колтовского сельского общества Казимирово-Слободской волости Мстиславского уезда Могилёвской губернии. В селе имелось 65 дворов и проживало 376 человек (182 мужчины и 194 женщины).
До 2017 года Колтово входило в состав ныне упразднённого Селецкого сельсовета.

## Население
По данным переписи 2009 года, в деревне проживало 14 человек.